# Kizz My Black Azz
Kizz My Black Azz — мини-альбом рэпера MC Ren, выпущенный в 1992 году. Это первый сольный альбом MC Ren, выпущенный после распада N.W.A.
Диск поднялся на 12-ю строчку Billboard 200 и стал платиновым спустя месяц после релиза

## Список композиций
| №  | Название                    | Длительность |
| -- | --------------------------- | ------------ |
| 1. | «Intro: Check It Out Y'all» | 2:00         |
| 2. | «Behind the Scenes»         | 4:36         |
| 3. | «Final Frontier»            | 4:09         |
| 4. | «Right Up My Alley»         | 5:38         |
| 5. | «Hounddogz»                 | 4:35         |
| 6. | «Kizz My Black Azz»         | 4:18         |